# كفر الحمام (القليوبية)
كفر الحمام إحدى قرى مركز بنها التابع لمحافظة القليوبية بجمهورية مصر العربية.

## السكان
بلغ عدد سكان كفر الحمام 2,325 نسمة، حسب الإحصاء الرسمي لعام 2006.